# CFR Cluj
CFR Cluj er en rumænsk fodboldklub fra byen Cluj-Napoca. Den spiller i den bedste rumænske fodboldrække, Liga I, og har hjemmebane på Stadionul Dr. Constantin Rădulescu. Klubben blev grundlagt i 1907 i det tidligere Østrig-Ungarn.
CFR vakte i 2005 opsigt, da holdet i UEFA Intertoto Cup besejrede både Athletic Bilbao og Saint-Étienne. I sæsonen 2007-08 vandt det for første gang det rumænske mesterskab, og resultatet betød, at CFR kvalificerede sig til gruppespillet ved UEFA Champions League 2008-09. CFR Clujs traditionelle rivaler er Universetatea Cluj også kendt som U Cluj, som spiller i liga 3.[kilde mangler]  . CFR Clujs fangruppe er kaldt Peluza visinie, deres fangruppe har været en fangruppe der fyldte tribuner i forskellige stadions, men begrund af misforståelser med klubben og FRF er det gået ned ad bakke.[kilde mangler]

## Titler
- Transylvanske mesterskab: 1

1910
- Liga I: 8

2007/08, 2009/10, 2011/12, 2017/18, 2018/19, 2019/20, 2020/21, 2021/22
- Cupa României: 5

2007-08, 2008-09  2009-10  2017-18. 2019-20
- Supercupa României: 3

2008-09  2009-10  2015-16